# 妻恋道中 (橋幸夫のアルバム)
『妻恋道中』は、1969年1月にビクターレコードより発売された、橋幸夫のLP盤でのオリジナルアルバム（SJX-12）である。2000年7月、CDで再発売されている（VICL-62228）。	

## 概要
- 『橋幸夫傑作集』（第1集～第9集）、『橋幸夫ステレオハイライト』（第1集～第7集）など30種以上のベストアルバムを出した橋が、『橋幸夫　民謡をうたう』に続いて出した2枚目のオリジナルアルバム[1]。
- 主に戦前の股旅歌謡のヒット曲を唄うという企画になっている。ビクターの名ディレクターで、『日本の流行歌 : 歌でつづる大正・昭和』の著作で知られる音楽評論家の上山敬三の解説が付属している。 各楽曲が誕生した背景などを簡潔に紹介し、「股旅歌謡でデビューした橋が）往年大ヒットした数々のまげ物と取り組んだ、この上ない取り合わせ」と表している。
- かつて東海林太郎や上原敏、田端義夫らに多くの時代歌謡を提供した藤田まさとは、「以前から橋君に昔のヒット曲を歌ってもらいたい、と考えていました。歌唱力の強い橋君が、現代の感覚で歌って、古い歌が新作のように蘇りました」とコメントを寄せている[2]。
- 編曲は近藤進が4曲、寺岡真三が8曲で、二人とはその後もアルバムだけでなくシングルでも共演している。

## 収録曲
A面
1. 妻恋道中
作詞：藤田まさと、作曲：阿部武雄、編曲：近藤進
2. 野崎小唄
作詞：今中楓渓、作曲：大村能章、編曲：近藤進
3. むらさき小唄
作詞：佐藤惣之助、作曲：阿部武雄、編曲：寺岡真三
4. 弥太郎笠
作詞：佐伯孝夫、作曲：佐々木俊一、編曲：寺岡真三
5. お駒恋姿
作詞：藤田まさと、作曲：大村能章、編曲：寺岡真三
6. 勘太郎月夜唄
作詞：佐伯孝夫、作曲：清水保雄、編曲：寺岡真三

B面　
1. 旅笠道中
作詞：藤田まさと、作曲：大村能章、編曲：近藤進
2. 名月赤城山
作詞：矢島寵児、作曲：菊地博、編曲：寺岡真三
3. 流転
作詞：藤田まさと、作曲：阿部武雄、編曲:寺岡真三
4. おしどり道中
作詞：藤田まさと、作曲：阿部武雄、編曲:寺岡真三
5. 大利根月夜
作詞：藤田まさと、作曲：長津義司、編曲：近藤進